# معركة كولوبارا
معركة كولوبارا هي معركة دارت بين الإمبراطورية النمساوية المجرية وصربيا في نوفمبر وديسمبر 1914، خلال الحملة الصربية في الحرب العالمية الأولى. بدأت في 16 نوفمبر، حين وصلت قوات الإمبراطورية النمساوية المجرية بقيادة أوسكار بوتيوريك إلى نهر كولوبارا خلال الغزو الثالث لصربيا في ذلك العام، سيطرت القوات على بلدة فالييفو الاستراتيجية وأجبرت الجيش الصربي على تنفيذ سلسلة من الانسحابات. انسحب الصرب من بلغراد في 29-30 نوفمبر، ووقعت بعدها المدينة تحت سيطرة الإمبراطورية النمساوية المجرية. في 2 ديسمبر، شن الجيش الصربي هجومًا مضادًا مفاجئًا على طول الجبهة. استعاد الصرب فالييفو وأوزيتشي في 8 ديسمبر وانسحبت قوات الإمبراطورية النمساوية المجرية إلى بلغراد، التي اعتبرها قائد الجيش الخامس،  ليبوريوس ريتر فون فرانك، غير منيعة. تركت قوات الإمبراطورية النمساوية المجرية المدينة بين 15 و 15 ديسمبر وتراجعت نحو أراضي  الإمبراطورية النمساوية المجرية، ليتمكن الصرب من استعادة عاصمتهم في اليوم التالي.
تكبدت قوات كل من الإمبراطورية النمساوية المجرية والقوات الصربية خسائر فادحة، إذ وقع أكثر من 20000 قتيل في كلا الطرفين. أهانت الهزيمة الإمبراطورية النمساوية المجرية التي طمحت إلى احتلال صربيا بنهاية عام 1914. في 22 ديسمبر، أُعفي بوتيوريك وفون فرانك من مناصبهم القيادية، واندمج الجيشان الخامس والسادس تحت لواء جيش واحد وهو الجيش الخامس الذي بلغت قوته 95,000 رجلًا.

## الخلفية
في 28 يونيو 1914، اغتال الطالب غافريلو برينسيب من صرب البوسنة فرانز فرديناند وريث عرش الإمبراطورية النمساوية المجرية في سراييفو. عجّل الاغتيال من حدوث أزمة يوليو، التي دفعت الإمبراطورية النمساوية المجرية نحو إرسال الإنذار النهائي لصربيا في 23 يوليو لاشتباهها بأن الاغتيال قد خُطط له في بلغراد. تعمدت الحكومة النمساوية المجرية جعل الإنذار غير مقبول بالنسبة لصربيا، ورُفض بالفعل. أعلنت الإمبراطورية النمساوية المجرية الحرب على صربيا في 28 يوليو، وفي نفس اليوم دمر الصرب كافة الجسور الواقعة على نهري سافا ودانوب لمنع قوات الإمبراطورية النمساوية المجرية من استخدامهم خلال أي غزو مستقبلي. قُصفت بلغراد في اليوم التالي لتبدأ الحرب العالمية الأولى.
بدأ القتال في أوروبا الشرقية مع أول غزو لصربيا من قِبل القوات النمساوية المجرية في بداية أغسطس 1914، بقيادة أوسكار بوتيوريك. بلغ تعداد القوات النمساوية المجرية المكلفة بالغزو أقل بكثير من القوة البالغ تعدادها 308,000، والتي جُهزت عند إعلان الحرب. يرجع ذلك إلى تحرك جزء كبير من الجيش الثاني للإمبراطورية النمساوية المجرية نحو الجبهة الروسية، لينخفض عدد القوات المشاركة في المرحلة الأولى من الغزو إلى قرابة 200,000. من ناحية أخرى، تمكن الصرب من حشد 450,000 رجلًا من خلال التعبئة العامة الكاملة لمواجهة القوات النمساوية المجرية. كانت العناصر الأساسية لمواجهة القوات النمساوية المجرية هي الجيش الأول والثاني والثالث لأوزيتشي، بقوة إجمالية تقارب 180,000 رجلًا. كان الجيش الصربي بقيادة ولي العهد أليكساندر، مع رئيس هيئة الأركان العامة الصربية، رادومير يوتنيك، نائبًا له والقائد العسكري على أرض الواقع. قاد بيتر بوجوفيتش وستيبا ستانكوفيتش وبالإلي يوريسيتش أوتورم الجيش الأول والثاني والثالث لأوزيتشي على الترتيب.
لم توشك حربا البلقان على الانتهاء ولا تزال القوات الصربية تتعافى. قُتل أكثر من 36,000 جنديًا صربيًا وأصيب 55,000 بإصابات بالغة. انضم بعض المجندين من المناطق المكتسبة حديثًا، وامتد الجيش الصربي لحاجته للحامية في مواجهة المتمردين الألبان وتهديد الهجوم البلغاري. ما زاد الأمور تعقيدًا، هو أن الصرب عانوا من نقص شديد في المدفعية، ولم يبرحوا أن بدأوا في إعادة ملء مخازن الذخيرة الخاصة بهم. امتدت أيضًا مشاكل الإمدادات إلى عناصر أكثر مبدأية. افتقر العديد من الجنود إلى أي من أشكال البزة الرسمية باستثناء معطف سميك والقبعة الصربية التقليدية المعروفة باسم شاجكاتشا. كما كانت البنادق ايضًا في نقص شديد. قُدر عدد الجنود الصرب الذين لن يحملوا أي عتاد في حالة التعبئة الكاملة بما يقارب 50,000. من ناحية أخرى، امتلكت القوات النمساوية المجرية وفرة من البنادق الحديثة بالإضافة إلى ضعف عدد الرشاشات ومدافع الميدان التي امتلكها الصرب. كما كان لديهم مخزون أفضل من الذخيرة، بالإضافة إلى بنية تحتية أفضل بكثير من ناحية المواصلات والصناعة. تمتع الصرب بأفضلية طفيفة على القوات النمساوية المجرية، إذ كان العديد من جنودهم محاربون ذوو خبرة لمشاركتهم في حروب البلقان وكانوا أفضل من نظرائهم النمساويين المجريين من حيث التدريب. تمتع الجنود الصرب بمعنويات مرتفعة، ما عوض جزئيًا نقص التسليح.